# Maison communale de Neder-Over-Heembeek
L'ancienne maison communale de Neder-Over-Heembeek est située au 73 de la rue François Vekemans à Neder-Over-Heembeek et a été construite entre 1864. Elle est aujourd'hui occupée par le Centre pédagogique Vlaesendael.

## Description
Le bâtiment en brique est de style néoclassique. Elle possède de larges baies réparties de manière symétrique caractéristiques du style tout comme des lignes claires.

## Histoire
La maison communale a été construite en 1864.
Après l'annexion de Neder-Over-Heembeek à la ville de Bruxelles, elle servit ensuite de commissariat, de bibliothèque puis d'école. Elle abrite aujourd'hui le Centre pédagogique Vlaesendael,. Contrairement à Laeken où  l'antenne communale se trouve dans l'ancienne hôtel communal, le bureau de liaison de Neder-Over-Heembeek ne se trouve pas dans l'ancienne maison communale mais dans un bâtiment situé au Kruisberg.